# Niaca curvimargo
Niaca curvimargo är en fjärilsart som beskrevs av Walker 1855. Niaca curvimargo ingår i släktet Niaca och familjen snigelspinnare. Inga underarter finns listade i Catalogue of Life.